# علي المنوفي
علي منوفي (ولد في طنطا 1949-26 أبريل 2018) مترجم مصري وأستاذ اللغة الإسبانية وآدابها في جامعة الأزهر، نقل بعض الكتابات عن الحضارة الأندلسية في مجالات الفنون والعمارة والآداب إلى اللغة العربية مثل كتب «الفن الأندلسي» و«إسبانيا في تاريخها» و«الفن الطليطلي» و«العمارة المدجنة» و«الشعر الإسباني خلال القرن العشرين».

## حياته
ولد علي المنوفي في طنطا عام 1949، حصل علي الثانوية الأزهرية ثم ليسانس اللغات والترجمة من كلية اللغات والترجمة، وعين معيدًا في الكلية. حصل علي دكتوراة في الأدب الإسباني بعنوان الشعر الإسباني المعاصر من جامعة شلمنقة الإسبانية. عاش في إسبانيا فترة طويلة امتدت لتسع سنوات. توفي 26 أبريل 2018.

## أعماله
ترجم علي المنوفي الكثير من الأعمال عن الإسبانية خلال أكثر من ثلاثين عاماً في ترجمة أدب أمريكا اللاتينية والأدب الإسباني عموماً وراجع ترجمة كتابي: معارك الصحراء ويتحدثون بمفردهم. ومن الكتب التي ترجمها:
- لعبة الحجلة.
- مختارات قصصية (1947-1992).
- كيف تعد رسالة دكتوراه.
- حتشبسوت من ملكة إلى فرعون مصر.
- تاريخ الشعر الإسباني خلال القرن العشرين: من الحداثة حتى الوقت الحاضر.
- اللاعقلانية الشعرية.
- الفن الطليطلى الإسلامى والمدجن.
- الفن الإسلامى في الأندلس: الزخرفة النباتية.
- الفن الإسلامى في الأندلس : الزخرفة الهندسية.
- العمارة في الأندلس: عمارة المدن والحصون (جزء:1 و2).
- العمارة الإسلامية في الأندلس عمارة القصور (مجلد: 1 و2 و3 و4).
- العمارة المدجنة.
- إسبانيا في تاريخها: المسيحيون والمسلمون واليهود.
- إسبانيا بشكل جلي.
- مواطنون في العالم-نحو نظرية للمواطنة.
- الأرجنتين كان يا ما كان.
- الترجمة ونظرياتها.
- المرآة الدفينة.
- شهر العسل وقصص أخرى.
- مكتبة الإسكندرية فك طلاسم اللغز.
- عمارة المساجد في الأندلس طليطلة و إشبيلية.
- عمارة المساجد في الأندلس غرناطة وباقي شبه الجزيرة الإيبيرية.
- عمارة المساجد في الأندلس قرطبة ومساجدها.
- عمارة المساجد في الأندلس مدخل عام.
- القصة القصيرة النظرية والتقنية.
- تعليم الترجمة.
- هل يمكن للحاسوب أن يكتب قصيدة غزلية؟ التقنية الرومانسية والشعر الإلكتروني.
- تاريخ إسبانيا الإسلامية من الفتح إلي سقوط الخلافة القرطبية (711-1031).
- رحلة إلي السودان.
- من العالم الجديد إلى العالم القديم.[4]

## الجوائز والأوسمة
- جائزة الشيخ زايد للكتاب.[3]
- درع اتحاد كتاب مصر.[3]
- جائزة الشيخ حمد للترجمة.[3]
- وسام الاستحقاق المدني من ملك إسبانيا فيليب السادس.[3]